# Pocerski Pričinović
Pocerski Pričinović (en serbe cyrillique : Поцерски Причиновић) est une localité de Serbie située sur le territoire de la ville de Šabac, district de Mačva. Au recensement de 2011, elle comptait 6 410 habitants.
Pocerski Pričinović est officiellement classé parmi les villages de Serbie.

## Démographie

### Évolution historique de la population
| 1948 | 1953 | 1961  | 1971  | 1981  | 1991  | 2002  | 2011  |
| ---- | ---- | ----- | ----- | ----- | ----- | ----- | ----- |
| 760  | 871  | 1 689 | 2 657 | 4 018 | 5 488 | 5 992 | 6 410 |

|  |